# 白俄罗斯最高苏维埃
白俄罗斯最高苏维埃或白俄罗斯最高会议是1991年至1996年间白俄罗斯的一院制立法机构。前身为1991年苏联解体前的白俄罗斯苏维埃社会主义共和国最高苏维埃（1938年—1991年）。1996年由白俄罗斯国民议会替代。1991年至1994年，白俄罗斯最高苏维埃主席为斯坦尼斯拉夫·舒什克维奇。